# Frans Michael Franzén (sculpture)
La statue de Frans Michael Franzén est une sculpture extérieure érigée au centre-ville d'Oulu, en Finlande. C'est le monument public le plus ancien d'Oulu.

## Présentation
Le buste en bronze du poète Frans Michael Franzén, né à Oulu, est l’œuvre du sculpteur finlandais Erland Stenberg, sculpté alors qu'il travaillait à Paris en 1878-1879. 
Le socle a été réalisé par le sculpteur Robert Stigell à Helsinki.
Le dévoilement de la sculpture en 1881 fut un événement social majeur à Oulu.
La place de l'église sur laquelle le buste a été érigé a ensuite été transformée en un parc nommé parc Franzén.